# Iarîșiv, Moghilău
Iarîșiv (în ucraineană Яришів) este localitatea de reședință a comunei Iarîșiv din raionul Moghilău, regiunea Vinnița, Ucraina.

## Demografie
Componența lingvistică a localității Iarîșiv
     Ucraineană (96,96%)
     Rusă (2,48%)
     Alte limbi (0,31%)
Conform recensământului din 2001, majoritatea populației localității Iarîșiv era vorbitoare de ucraineană (96,96%), existând în minoritate și vorbitori de rusă (2,48%).